# ローゼンダール (企業)
ローゼンダール（Rosendahl）はデンマークのコペンハーゲンにあるデザイン会社。食器、調理器具、木製アクセサリ、花瓶、時計などの製品を持つ。

## 概要
ローゼンダールは1984年、貿易商社としてエリック・ローゼンダールにより設立され、北欧のデザイン会社イッタラのガラス製品の輸入商社として活動を開始した。1991年には吉田金属工業の刃物グローバルの北欧総代理店となる。1992年から自社ブランドの製品を手掛け、2005年には腕時計事業部を設立する。
日本での販売は、まだ直営店がなく、代理店を通してインテリアショップなどで販売されている。

## デザイナーとのコラボレート
- カイ・ボイスン（英語版） 1958年に亡くなったデンマーク王立デザイナー。1990年から製造販売の権利を取得[1]。
- オーレ・パルスビュー 調理道具のデザイナー
- 山田耕民 グローバル包丁のデザイナー
- リン・ウッツォン（デンマーク語版） 装飾建築デザイナー。1999年から[1]。

## 主な製品
- 食器全般